# Fagbibliografi
En fagbibliografi er en bibliografi om et bestemt fag eller emne, f.eks. kunst, film, sport mv. 

## Typer af fagbibliografier
Fagbibliografier kan være trykte værker eller fagbibliografiske databaser. 
De kan være afsluttede eller løbende.
De kan være nationalt afgrænsede som fx Bibliografi over dansk kunst, Dansk Historisk Bibliografi eller Dansk Juridisk Bibliografi.
De kan være Internationale som fx *MEDLINE via PubMed Arkiveret 12. december 2019 hos  Wayback Machine, Chemical Abstracts eller PsycINFO
De kan være "nøgne" eller forsynet med abstrakter (dvs referatpublikationer)
De kan være citationsindekser (referencedatabaser, som fx Science Citation Index, Social Science Citation Index, Arts & Humanities Citation Index. 
Store videnskabelige fagbibliografier som f.eks. den medicinske MEDLINE indeholder mange millioner referencer (litteraturhenvisninger)

## Eksempler
Oversigter over eksisterende fagbibliografier kan findes i metabibliografier
På mange bibliotekers hjemmesider kan man se oversigter over relevante fagbibliografier, fx har Det kongelige Bibliotek lister over fag med angivelse af bl.a. fagbibliografier. Her ses siden for filosofi Arkiveret 9. juni 2007 hos  Wayback Machine

## Beslægtede termer
Filmografier, 
Diskografier
| Bog | Spire Denne artikel om bøger og tidsskrifter er en spire som bør udbygges. Du er velkommen til at hjælpe Wikipedia ved at udvide den. |